# رانندگان جایگزین

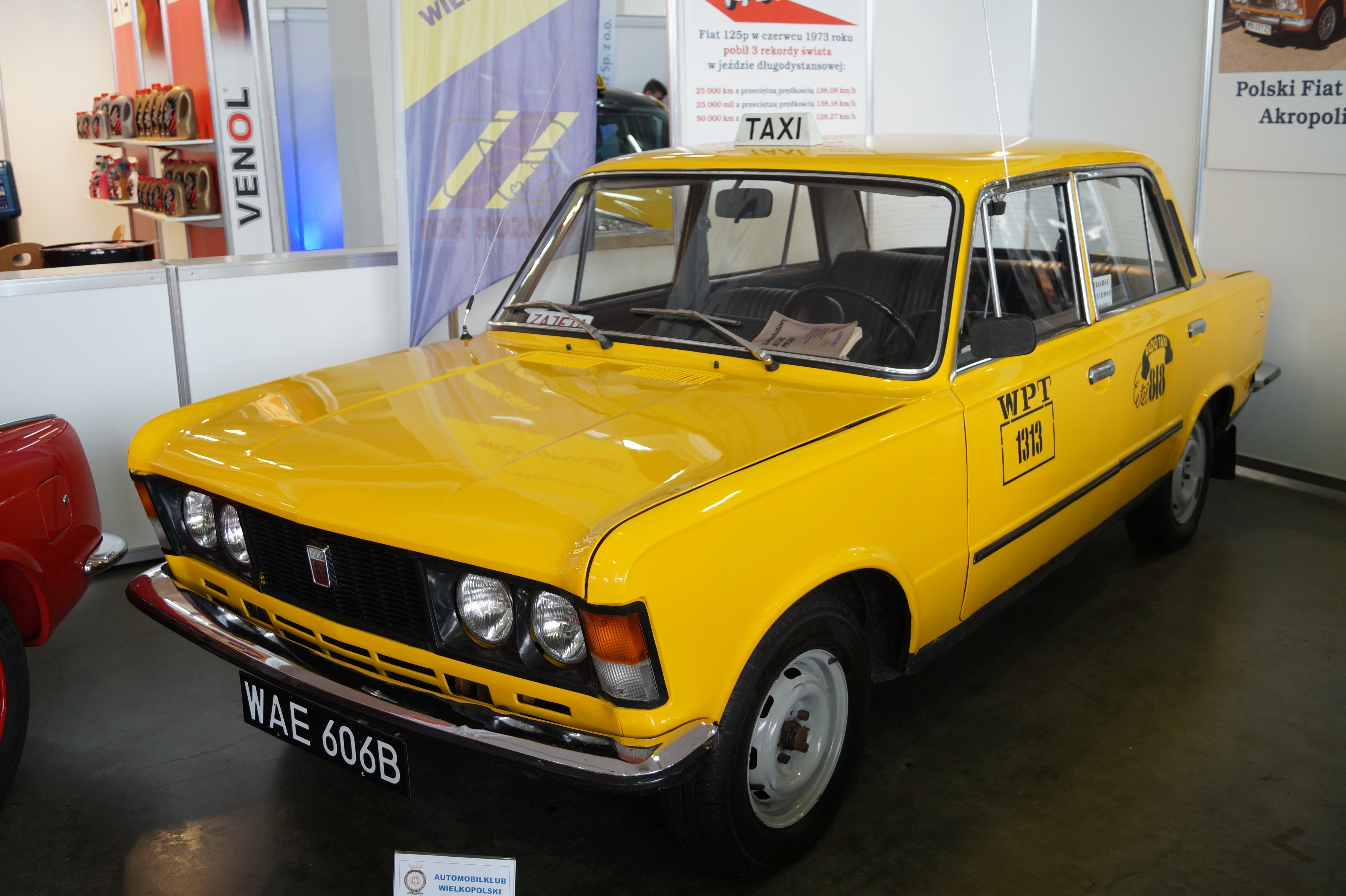
فیات ۱۲۵-پی لهستانی در نمایشگاه اتومبیل پوزنان همان اتومبیلی بود که به‌عنوان تاکسی در این سریال مورد استفاده قرار گرفت.

رانندگان جایگزین (لهستانی: Zmiennicy) یک مجموعهٔ تلویزیونی کمدی لهستانی است که در سال ۱۹۸۶ ساخته و در سال ۱۹۸۷ پخش شد. نام اولیهٔ این سریال «رانندهٔ تاکسی» بود..

## گزیدهٔ بازیگران
- میه‌چیسواف خرینیه‌ویچ
- اِوا بواشچیک
- برونیسواف پاولیک
- مارتسل شِـتِن‌خِلم
- پیوتر پرنگوفسکی
- ایرنا کفیاتکوفسکا
- کاژیمیش کاچور
- وویچیخ پوکرا
- یرژی پشیبیلسکی
- کشیشتف کوالفسکی
- ماریان اوپانیا
- مارک بارگیه‌ئوفسکی
- آرتور بارچیش
- استانیسواوا تسلینسکا
- ماژنا تریباوا
- کشیشتف زالسکی
- پاوئو نوویش
- استانیسواف باریا
- ماریوش بنوآ
- ایگناتسی ماخوفسکی
- ماریوش دموخوفسکی
- یانوش رِوینسکی
- کریستینا کوئوجیچیک
- زجیسواف واردین
- یژی زیگمونت نواک
- یان اِنگلرت
- میچیسواف چخوویچ
- گوستاو لوتکیه‌ویچ
- آدام فرنتسی
- یژی مارکوشفسکی
- یان کابوشفسکی
- زبیگنیف زاماخوفسکی
- آنا گورنوستای
- اِوا کوریئوا
- توماش دِدِک
- کریستینا تکاچ
- هانا لاخمن
- مارک شودیم
- استفان فریدمان
- آنتونینا گیریچ
- ماریا کِـلِـیدیش
- ووجیمیش بدنارسکی
- آندژی پیشچاتوفسکی
- یاتسک دوماینسکی
- ویسواوا مازورکیویچ
- زوفیا ریشوونا
- واندا ووچیتسکا
- گژگوش وُنس
- اِوا سِـروا
- آندژی گاورونسکی
- آنا چیترو
- هلنا کوالچیکووا
- کلمنس میلچارک
- استانیسواف گاولیک
- یژی موس
- یان پنچک
- هانا بینیشوویچ
- ماریان گلینکا
- یوزف پیراتسکی
- یولیوش ویژیکوفسکی
- مارک فرانتسکوویاک